# Jean Galfione
Jean Galfione (* 9. Juni 1971 in Paris) ist ein ehemaliger französischer Stabhochspringer.
Er wurde bei den Olympischen Spielen 1996 in Atlanta Olympiasieger im Stabhochsprung. Ein Jahr zuvor gewann er Bronze bei den Weltmeisterschaften. Ebenfalls Bronze gewann Galfione bei den Europameisterschaften 1994 und 1998 sowie bei den Hallenweltmeisterschaften 1993.
Neben 1996 mit dem Olympiasieg war 1999 sein bestes Jahr. Galfione wurde Hallenweltmeister mit übersprungenen 6,00 Metern. Auch im Freien konnte er 1999 mit 5,98 einen französischen Rekord aufstellen. Bei den Freiluftweltmeisterschaften im selben Jahr leistete er sich allerdings einen Salto Nullo.
Sein Onkel Jean-Claude Magnan wurde 1968 Olympiasieger im Florettfechten mit der Mannschaft und auch seine Cousine Clothilde Magnan war eine olympische Fechterin.